# Szokatlan használat teszt
A szokatlan használat teszt a pszichológia területén használatos, ezen belül is a kognitív pszichológiai irányzat intelligenciával kapcsolatos ága foglalkozik vele. Ez a teszt a kreativitás (más néven alkotókészség) mérésére szolgál és J. P. Guilford nevéhez köthető.

## Gondolkodás
Megkülönböztetünk konvergens és divergens gondolkodást problémamegoldás szempontjából:
- konvergens gondolkodás: pontosan meghatározható és jól körülírható probléma, amelyre egy lehetséges és egyben jó megoldás létezik, a gondolkodási tevékenység ennek megtalálására irányul

Ezt a gondolkodási módszert alkalmazzuk, ha a cipőnk párját keressük, vagy matematikai összeadást végzünk. A helyes megoldás is könnyen eldönthető, az ilyen jellegű tesztek eredményeit könnyű pontozni, hiszen valaki vagy a jó választ jelölte meg, vagy nem, nincsen más alternatíva.
- divergens gondolkodás: olyan folyamat, amely olyan problémára keresi a legjobb megoldást, amire nem is biztos, hogy van jó megoldás, illetve nem biztos, hogy csak egy jó megoldás létezik.

Ebben az esetben a problémát nem könnyű megfogalmazni, más nézőpontból más lehet a lényeges eleme, más megvilágításba kerülhet az egész. A gondolkodás maga nem is a probléma megoldására törekszik, hanem arra, hogy egyáltalán a problémamegoldáshoz hogyan kezdjünk hozzá. A különböző aspektusok és lehetőségek megvilágítása a cél.
Guilford (1966, 1967; idézi V. Csépe, M. Győri & A. Ragó (szerk.), 2008, 464. o.) szavaival: „A konvergens gondolkodás képessége az intelligenciával, a divergens gondolkodásé a kreativitással hozható összefüggésbe”.

## Kreativitás
Számos kutatás indult és számos teszt (mint maga a szokatlan használat teszt is) született annak érdekében, hogy a kreatív gondolkodás jól vizsgálható lehessen, így született meg a pszichometriai kreativitás fogalma. A tesztekben tárgyakkal kapcsolatos asszociációs-, illetve rajzos feladatokat kaptak.  A kreativitásra nem csak a válaszok száma, hanem azok különlegessége is utalt.
A szokatlan használat teszt megalkotója Guilford, mellyel magát a kreativitást, a divergens gondolkodás mértékét, valamint a szokásos/berögzött dolgoktól való elszakadás képességét kívánta mérni. A vizsgálati személyeknek bizonyos tárgyakra kellett más szemmel nézni, és ötleteket adni arról, vajon mi másra használhatnák őket azon kívül, mint amire megalkották őket. Ehhez a felsoroláshoz rendelt időkorlátot is, például a vizsgálati személyeknek 8 perc alatt fel kellett sorolniuk, szerintük mi mindenre lehetne használni, egy kockát.
Guilford szerint a kreativitás részképességekre oszthatók.
Ezek a következők:
- fluencia: az ötletek száma, az adott válaszok mennyiségével mérhető
- flexibilitás: az ötletek különbözősége, a válaszok természetének és kategóriájának száma
- originalitás: az eredeti, különleges ötletek
- elaboráció: az ötletek fejleszthetőségének mutatója
- egyéb: problémaérzékenység, probléma meghatározás, vizualizáció, regresszióra való képesség, metaforikus gondolkodás, értékelés, transzformáció, a határok átlépése, intuíció, a logikus gondolkodás képessége, ellenállás a korai befejezésnek, analízis, szintézis, a lehetséges kimenetelek megjósolása  Archiválva 2013. április 4-i dátummal a Wayback Machine-ben

## Kritikák
A kreativitást mérő vizsgálatoknál az értékelésnél jelentkeztek problémák éppen a divergens gondolkodás természetéből fakadóan. Hiszen, hogy is lehetne pontszámokkal értékelni valami olyan dolgot, amire aspektustól függően létezik jó vagy jobb megoldás, vagy talán egyáltalán nincs megoldás.
Tovább bonyolítja a helyzetet, hogy a különböző emberekben ugyanaz (bár ez is kérdés) a dolog teljesen máshogy nyilvánul meg. Az élet különböző területei, különböző alkalmazkodást kívánnak. Gondoljunk csak egy zseniális zongoristára vagy zeneszerzőre és egy briliáns mérnökre vagy építészre. Összehasonlítható a tudásuk? Ha igen, ezt, hogyan lehet számadatokkal kimutatni, illetve olyan tesztet alkotni, ami egyforma feltételrendszert teremt mindannyiuk számára. Ezeket a különleges embereket azért is nehéz vizsgálni, mert nagyon kevesen vannak. A vizsgálatokból nem feltétlenül derül ki, hogy személyiségük egyes összetevői vajon valóban hatással vannak kreativitásukra (esetleg annak okozói), vagy egyáltalán nincsenek összefüggésben azzal, de másokban mégis kisebb/nagyobb mértékben vannak jelen.
A kutatásokból kiderült, hogy az alacsony IQ korrelál a kreativitással, viszont a magas nem. Ez azt jelenti, hogy az IQ teszteken alacsony pontszámot szerző személyek a kreativitást vizsgáló teszteken is alacsony értékeket szereztek, ám ugyanez a magas IQ pontszám esetében nem volt kimutatható. Ezt alátámasztották Nobel-díjasokkal végzett vizsgálatok is. (MacKinnon 1962; idézi V. Csépe, M. Győri & A. Ragó (szerk.), 2008, 464. o.)
Mára arra jutottak, hogy a kreativitást mérő tesztek, nem igazán térnek el a hagyományos IQ tesztektől ezért a kreativitás mérésére a személyiséggel foglalkozó teszteket kellene tökéletesíteni, mert a kreativitás (bizonyos értelmi szint felett) a személyiség függvénye.